# Hypsipylé (Gassmann)
Hypsipylé (v italském originále L'Issipile nebo jen Issipile) je opera seria (dramma per musica) o třech dějstvích českoněmeckého skladatele Floriana Leopolda Gassmanna na libreto Pietra Metastasia. Premiéru opery uvedlo v karnevalové stagioně roku 1758 benátské divadlo Teatro San Moisè.

## Vznik a charakteristika
Florian Leopold Gassmann podle svých životopisců již v mladém věku proti vůli svých rodičů opustil rodné město, aby se věnoval hudbě, a již počátkem 40. let 18. století studoval a působil v Itálii. O jeho životě a tvorbě v této době je málo zpráv, nicméně se jako skladatel postupně etabloval natolik, že mu jedno z nejvýznamnějšího italských divadel té doby, benátské Teatro San Moisè, svěřilo kompozici opery pro karnevalovou sezónu roku 1757, kterou se stala Meropé na libreto Apostola Zena. Hudba k ní se nedochovala, ale její úspěch dokládá přinejmenším skutečnost, že zahájila Gassmannovu dlouhodobou operní kariéru a Teatro San Moisè si u něj objednávalo nejméně jednu operu ročně až do skladatelova odchodu z Benátek k císařskému dvoru ve Vídni. Proto již v následujícím roce měla premiéru druhá Gassmannova opera Hypsipylé (L'Issipile).
Tato opera byla – jako všechny další Gassmannovy opery žánru opera seria – založena na libretu italského dramatika Pietra Metastasia. Většina jeho libret byla zhudebněna mnohokrát různými skladateli; to je i případ Hypsipylé, již poprvé zhudebnil roku 1732 Francesco Bartolomeo Conti, jehož verze měla premiéru roku 1732 ve Vídni a již o rok později se hrála na zámku  v Jaroměřicích nad Rokytnou. Gassmannova verze se hrála o masopustu roku 1758 v Benátkách, jiné inscenace však nejsou doloženy; většího rozšíření dosáhla a základ Gassmannovu věhlasu položila až jeho třetí, tentokrát komická opera Ptáčníci (Gli uccellatori), jež měla premiéru následujícího roku.

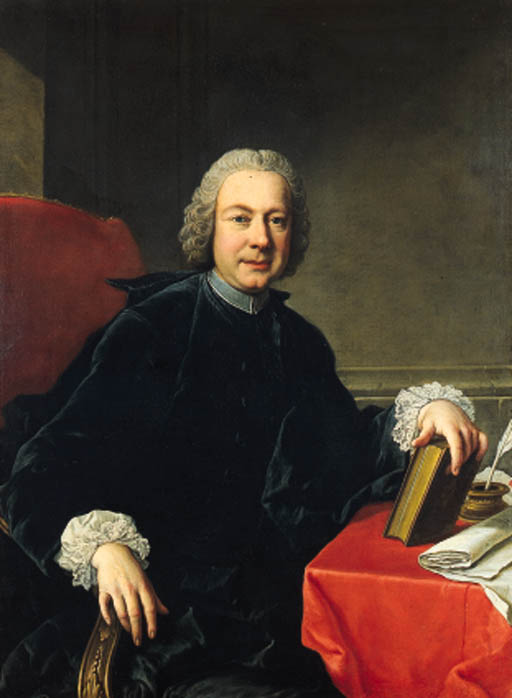
Pietro Metastasio, posmrtný portrét Pompea Batoniho z doby kolem roku 1770

Partituru Hypsipylé studovali gassmannovští badatelé z počátku 20. století Gustav Donath a Robert Haas. Podle nich Hypsipylé sleduje většinu dobových schémat typických pro operu seria; sestává výlučně z árií ve formě da capo a recitativu secco, zřídka accompagnato, s jediným duetem na konci 1. dějství a jediným sborem na konci 3. dějství. Donath nemá valné mínění o hudbě ani o textu: „Issipile patří ke slabším básníkovým dílům; děj je ryze vnější, neboť chybí hybný moment silných charakterů. […] Partitura nabízí málo potěšitelného: da capo árie s melodikou, která zcela vězí v mezích italských pěveckých manýr. […] Doprovod dosud obstarávají většinou jen smyčce, jen v několika málo áriích k nim přistupují lesní rohy a hoboje nebo flétny.“ Z árií vyzdvihuje jen árii Hypsipylé Parto se vuoi così z druhého dějství a Thoantovu árii Guardami prima in volto ze třetího dějství. „Duet na konci prvního aktu probíhá v obvyklých scarlattiovských tercových a sextových soubězích. Závěrečný sbor je homofonní, s dosti banální melodií […] Gassmann s touto operou nestojí zdaleka na téže úrovni jako ve svých prvních buffo operách. Zatímco v nich nasazuje svěží, mnohoslibnou sílu, zde se pohybuje bez velké zručnosti v rámci konvence.“
Partitura Hypsipylé studovaná Donathem a Haasem se dochovala ve sbírkách původní vídeňské Dvorní knihovny. Jsou v ní však jako účinkující uvedena jména pěvců, kteří zpívali v Issipile Giuseppeho Scarlattiho, jež byla provedena ve dvorním divadle Vídni roku 1760, a rovněž struktura čísel této partitury neodpovídá benátskému libretu Gassmannovy opery z roku 1758, nýbrž libretu Scarlattiho opery.
V novější době byla tiskem vydána předehra k Hypsipylé (Verlag Doblinger roku 1966), ke scénickému či koncertnímu provedené celé opery však dosud nedošlo.

## Osoby a první obsazení

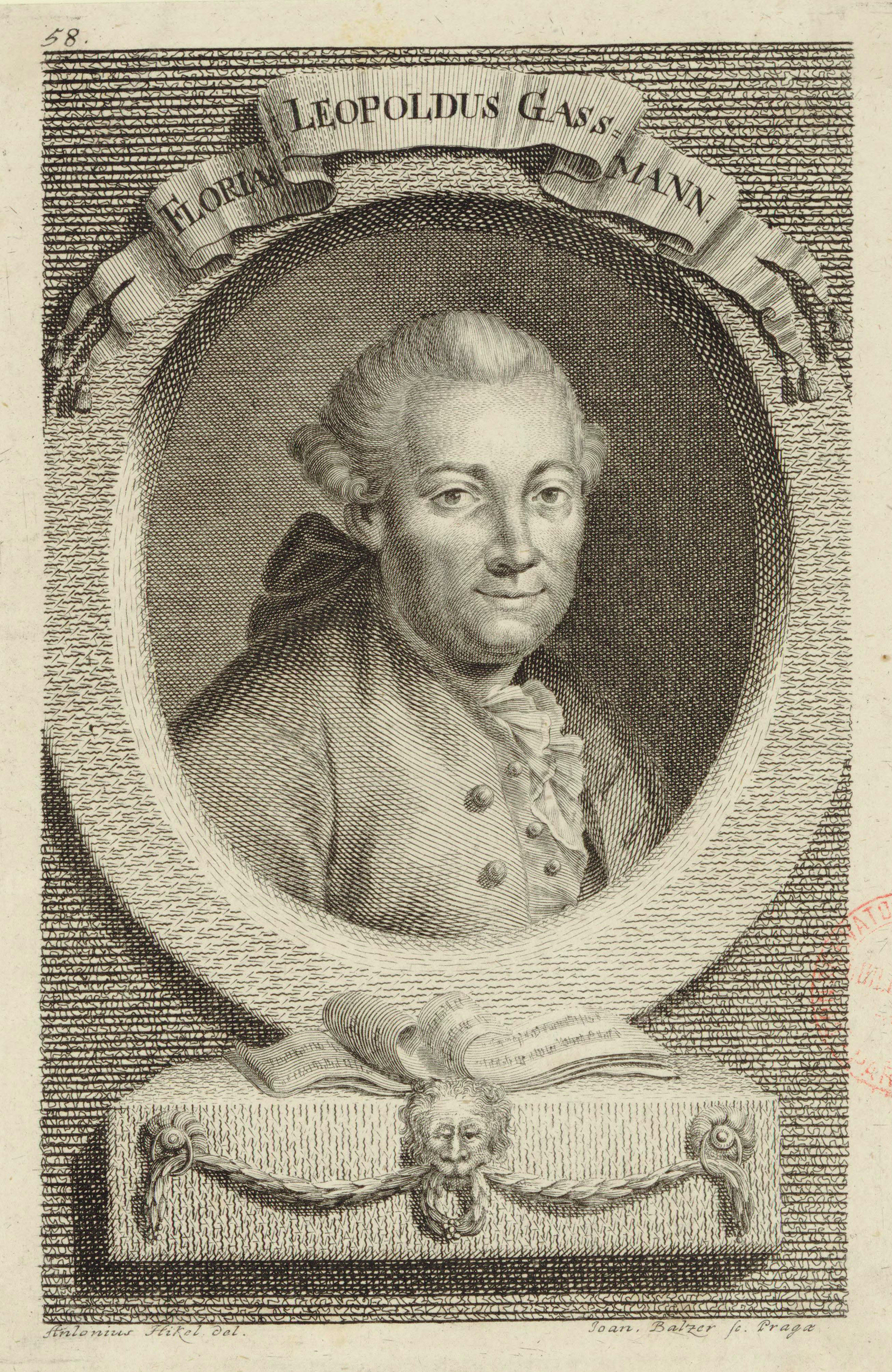
Florian Leopold Gassmann, rytina Johanna Balzera podle Antona Hickla, před 1780

| osoba                                                                                             | hlasový obor     | premiéra (1758)  |
| ------------------------------------------------------------------------------------------------- | ---------------- | ---------------- |
| Thoás (Toante), král ostrova Lémnos                                                               | tenor            | Giuliano Petti   |
| Hypsipylé (Issipile), jeho dcera, zamilovaná do Iásóna                                            | soprán           | Marianna Imer    |
| Iásón (Giasone), kníže Thesálie a vůdce Argonautů při plavbě do Kolchidy, zamilovaný do Hypsipylé | soprán (kastrát) | Giuseppe Galieni |
| Eurynomé (Eurinome), vznešená vdova                                                               | soprán           | Marianna Paduli  |
| Learchos (Learco), její syn, zamilovaný do Hypsipylé                                              | soprán (kastrát) | Antonio Tadeschi |
| Rhodopé (Rodope), přítelkyně Hypsipylé, zamilovaná do Learcha                                     | soprán           | Anna Fabris      |
| Lémňané, Lémňanky, Argonauti, piráti                                                              |                  |                  |
| Dirigent: Florian Leopold Gassmann                                                                |                  |                  |
| Choreograf: Domenico Lupis zvaný Paita                                                            |                  |                  |
| Výprava: Gerolamo Mauro                                                                           |                  |                  |
| Kostýmy: Giovanni Battista Roda zvaný Bologna                                                     |                  |                  |

## Děj opery

### 1. dějství

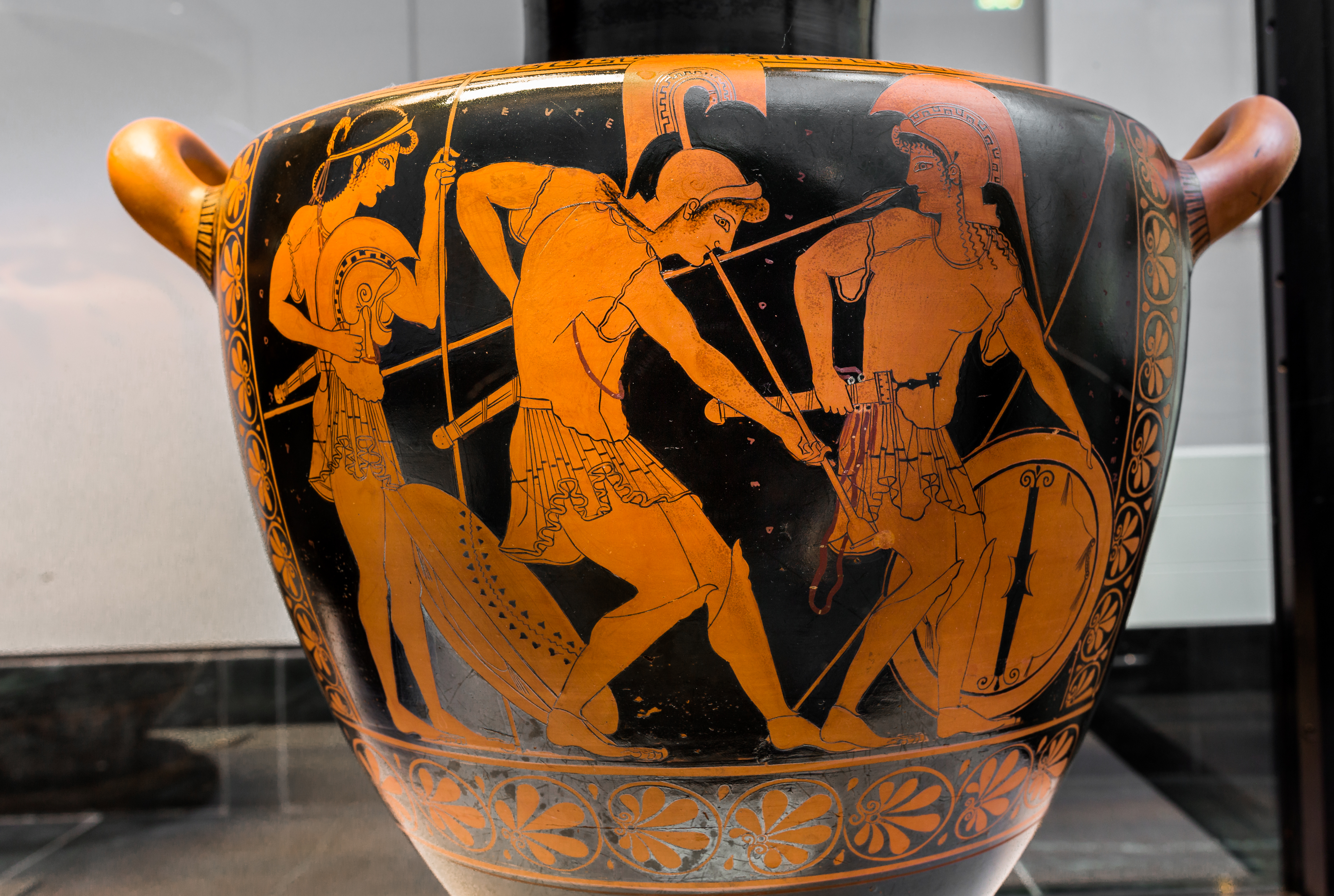
Tři Amazonky: Andromaché, Antiopeia a Hypsipylé, řecká nádoba ze 6. století př. n. l.

(1. obraz – Nádvoří Dionýsova chrámu) Před pěti lety všichni muži z ostrova Lémnu odpluli do Thrákie a tam založili nové rodiny. Nyní se vracejí na Lémnos při příležitosti svatby Hypsipylé, dcery jejich krále Thoanta, a mořeplavce Iásóna. Avšak zavržené Lémňanky vedené ohnivou Eurynomé se zapřisáhly, že zradu svých mužů krutě pomstí.
Před Dionýsovým chrámem prosí princezna Hypsipylé svou přítelkyni Rhodopé, aby běžela do přístavu a varovala Thoanta před úklady. Rhodopé se diví, protože i Hypsipylé se přidala k přísaze a slíbila otce zbít, ale ta vypráví, že přísahala falešně ze strachu z Eurynomé a jejích družek. Přeruší je samotná Eurynomé a připomíná původ a účel dohodnuté pomsty. Hodlá přitom využít dnešních dionýsií, které odvedou pozornost mužů a zakryjí vraždy. Hypsipylé předstírá nadšení a chce běžet naproti otci s výmluvou, že chce odvrátit jeho podezření (ve skutečnosti však varovat). Jenže Thoás zatím dorazil, vstupuje a je znepokojen chladem a rozrušeností, s jakými ho Hypsipylé vítá. Její slzy Eurynomé odůvodňuje radostí ze shledání, ale Thoantovi se zdají být slzami bolesti (árie So che riduce a piangere). Eurynomé stranou nabízí Hypsipylé, že krále zabije sama, pokud se na to necítí. Ale Hypsipylé tvrdí, že svou přísahu splní osobně, a odvádí Thoanta.
Rhodopé se pak u Eurynomé přimlouvá za Thoanta, jenže Eurynomé krále nenávidí, protože mu klade za vinu smrt svého syna a Rhodopina milence Learcha, Rhodopé připomíná, že Learchos byl potrestán za to, že se pokoušel unést Hypsipylé, ale Eurynomé kárá její útlocitnost. Když so Rhodopé povzdechne, že je jen žena, Eurynomé ji vyzývá, aby setřásla jho předsudků – ženy dokáží být vším tím co muži (árie Non è ver (benché si dica)).
Po odchodu Eurynomé se nečekaně objeví Learchos. Svou smrt jen předstíral a dal se k pirátům. Rhodopé nevěří ujišťování, že se vrátil kvůli ní – a to důvodně, jeho skutečným cílem je překazit svatbu Hypsipylé s Iásónem a unést ji – ale varuje ho před nebezpečím hrozícím všem mužům. Learchos se zase zdráhá uvěřit tomu, co mu Rhodopé o ženském spiknutí vypráví; co když je to jen léčka žárlivé ženy, která ví, že ji zradil (árie Tu non mi credi ingrato)?

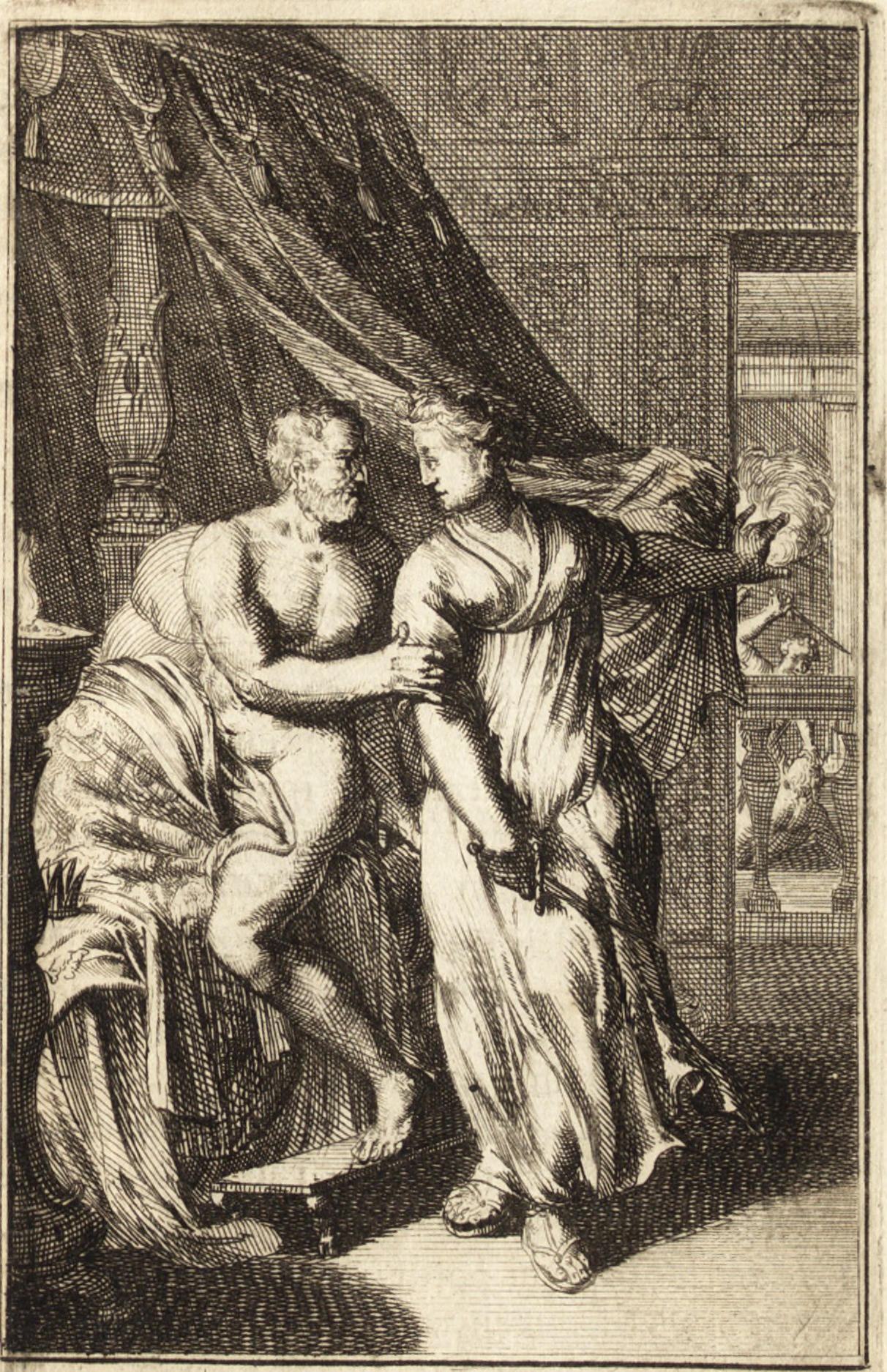
Hypsipylé předstírá vraždu svého otce Thoanta. Rytina Adriaana Schoonebeeka podle Ludolpha Smidse z roku 1695

(2. obraz – Noc, háj zasvěcený Artemidě) Hypsipylé přivádí svého otce do háje zasvěceného bohyni Artemis. Thoás je zmaten a Hypsipylé mu vysvětluje situaci a prosí ho, aby se ukryl a nevzdaloval, dokud nebezpečí nepomine. Ona mezitím předstírala otcovu smrt tak, že mrtvolu jednoho z Lémňanů ozdobila královským rouchem a veřejně ji oplakávala. – Jejich rozhovor však vyslechl Learchos. Po odchodu Hypsipylé namluví Thoantovi, že jeho dcera upadla u svých družek v podezření a že ho zde budou hledat. Pokud Thoanta najdou, bude s ním i s Hypsipylé zle. Král tedy pílí najít jinou skrýš a Learchos zde naopak hodlá vyčkat na návrat Hypsipylé, aby ji mohl unést. Bohové jsou, zdá se, jeho plánům nakloněni. Learchos vzpomíná na svůj volný život piráta a doufá, že ho s ním bude Hypsipylé sdílet (árie Chi sente intorno al core)
(3. obraz – Osvětlená zbrojnice) Rhodopé se durdí na Hypsipylé, protože zabila svého otce. Hypsipylé se jí snaží vysvětlit, co se stalo, ale přeruší je Eurynomé. Ta je rozhněvána, protože u přístavu zahlédla mužskou postavu, což znamená, že některá z žen musela zradit. Nepodařilo se jí ho však ani zadržet, ani poznat. Hypsipylé se strachuje o Thoanta a Rhodopé o Learcha.
Vbíhá Iásón pronásledující s mečem několik Lémňanek. Zastaví se, když vidí svou snoubenku Hypsipylé, a vysvětluje jí, že přijel na svatbu o něco dříve, aby ji příjemně překvapil. Rhodopé, Hypsipylé a Euronymé mu vysvětlují, jaký osud lémnoské muže potkal; on se však nemusí bát, protože jeho jakožto cizince se msta netýká. Iásón je zejména zdrcen zprávou o smrti krále Thoanta a chce odvést svou nevěstu pryč. Pak se však dozví, že krále zabila sama Hypsipylé, a ta to musí před ostatními potvrdit, aby svého otce nevystavila dalšímu nebezpečí. Iásón se pohoršuje a laje jí (árie Credei vederti il core). Eurynomé ji utěšuje a Hypsipylé si zoufá v dilematu, zda ztratit milence, nebo otce (árie Tuona a destra il cielo irato).

### 2. dějství
(1. obraz – Háj zasvěcený Artemidě, tma) Eurynomé nemůže spát; myslí na mrtvého syna a doufá, že se jeho stín raduje z vykonané msty. Learchos číhající zde na Hypsipylé vystupuje z lesa, ale jakmile zahlédne svou matku, zase se ukryje. Eurynomé se zdá, že ji šálí smysly, když zahlédla Learcha a uslyšela jeho hlas. Vzápětí k ní mluví Hypsipylé, ta ji naopak ve tmě má za Rhodopé a posílá ji do přístavu k Iásónovi se vzkazem, aby připravil své bojovníky, že král Thoás je živ a potřebuje jeho ochranu. Rozzlobená Eurynomé se tak dozvídá o princeznině zradě a, stále nepoznána, běží zařídit pomstu. V další záměně Hypsipylé hovoří k Learchovi v domnění, že mluví se svým otcem, a posílá ho k přístavu, kde se ho má ujmout Iásón. Learchos tak zjistí, že mu i jeho lodi hrozí od Argonautů nebezpečí, a proto se znovu schová místo toho, aby Hypsipylé unesl podle svého původního úmyslu.
Mezitím se vrací Eurynomé s družinou Lémňanek. Oznamuje Hypsipylé, že její lest byla prozrazena, a když Hypsipylé zapírá, hrozí, že celý Artemidin háj (kde se má Thoás skrývat) zapálí. Hypsipylé se přiznává, že otce zachránila, a Lémňanky prohledávají les; místo Thoanta však naleznou Learcha. Ohromená Eurynomé vidí, že její syn je naživu, ale Lémňanky ho přiváží ke stromu a trvají na tom, že stejně jako ostatní místní muži musí být zabit; nejhlasitěji o to žádá Rhodopé. Zdrcená Eurynomé je odváděna (árie Ah che nel dirti addio). Learchos vyznává lásku Hypsipylé, čímž ji také zažene. Rhodopé pak vyhlašuje, že Learchos musí být zabit při veřejném obřadu, a posílá všechny Lémňanky pryč, aby přichystaly obětní oltář. Jakmile s Learchem osamí, osvobozuje ho. Learchos jí slibuje z vděčnosti lásku, ale Rhodopé ho odmítá – zná ho příliš dobře a spokojí se smyšlenkou, že mu zachránila život (árie Tu non sai che bel contento). Learchos je dojat a cítí výčitky svědomí, se kterými si neví rady (árie Verca col vento istesso).

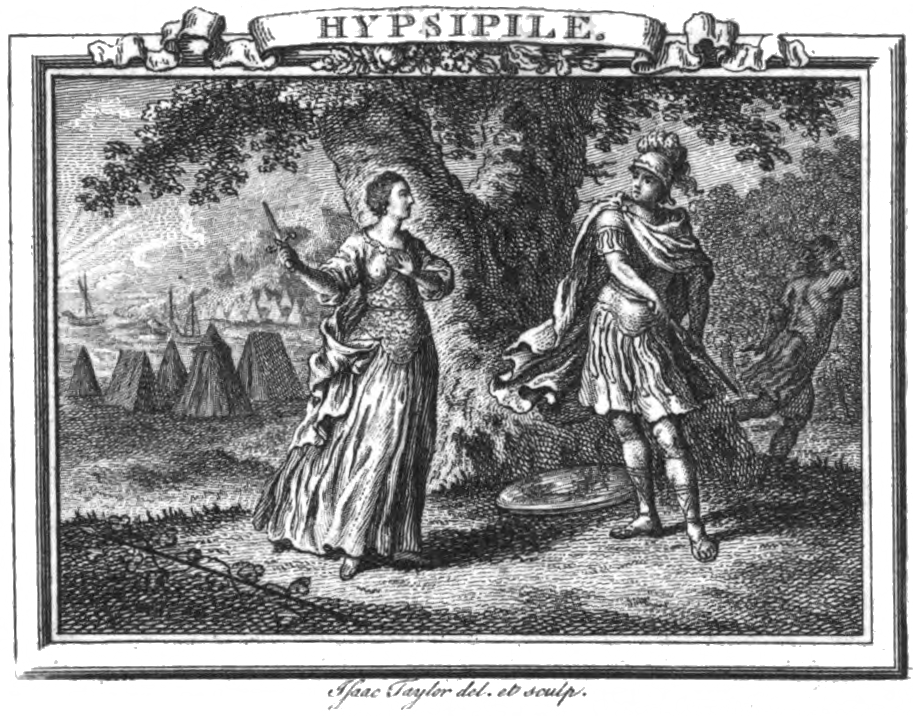
Íásón překvapuje Hypsipylé s dýkou v ruce, Learchos prchá v pozadí. Rytina Isaaca Taylora podle kresby Johna Hoolea, 1767

(2. obraz – Les s travními sedadly) Iásón se stále pokouší srovnat s myšlenkou, že miloval vražedkyni (árie Con piacere, e con orrore), až z toho usne. Spícího ho nalézá Learchos. Zvedá meč, aby svého soka v lásce zabil, ale svědomí mu v tom zabrání. Již by od svého úmyslu zcela upustil, když se objeví Hypsipylé. Pohled na ni a její otázky ho přimějí, aby meč na Iásóna znovu namířil. Hypsipylé zadrží jeho ruku a Learchos jí meč přenechá a pak vzbudí Iásóna pokřikem, že byl zrazen.
Iásón vidí Hypsipylé se zbraní a obviňuje ji z toho, že ho chce zavraždit stejně jako svého otce. Hypsipylé tvrdí, že Thoanta nezabila, ale protože neví, kde je, nemůže to dokázat a Iásón jí nevěří. Zoufalá Hypsipylé se chce sama probodnout, ale Iásón ji odzbrojí a znechuceně posílá pryč. Princezna odchází, ale s výčitkami vůči svému ženichovi (árie Parto se vuoi così). Vzápětí se objeví Thoás, vypráví Iásónovi svůj příběh a ten poznává, že Hypsipylé mluvila pravdu. Svolává své druhy, aby se ji vypravili hledat (árie Tutte d'aletto in provo). I Thoás se vydává za ní i přes nebezpečí, které mu při tom hrozí – jen pomaleji (árie Che fugir non volle al lido).

### 3. dějství

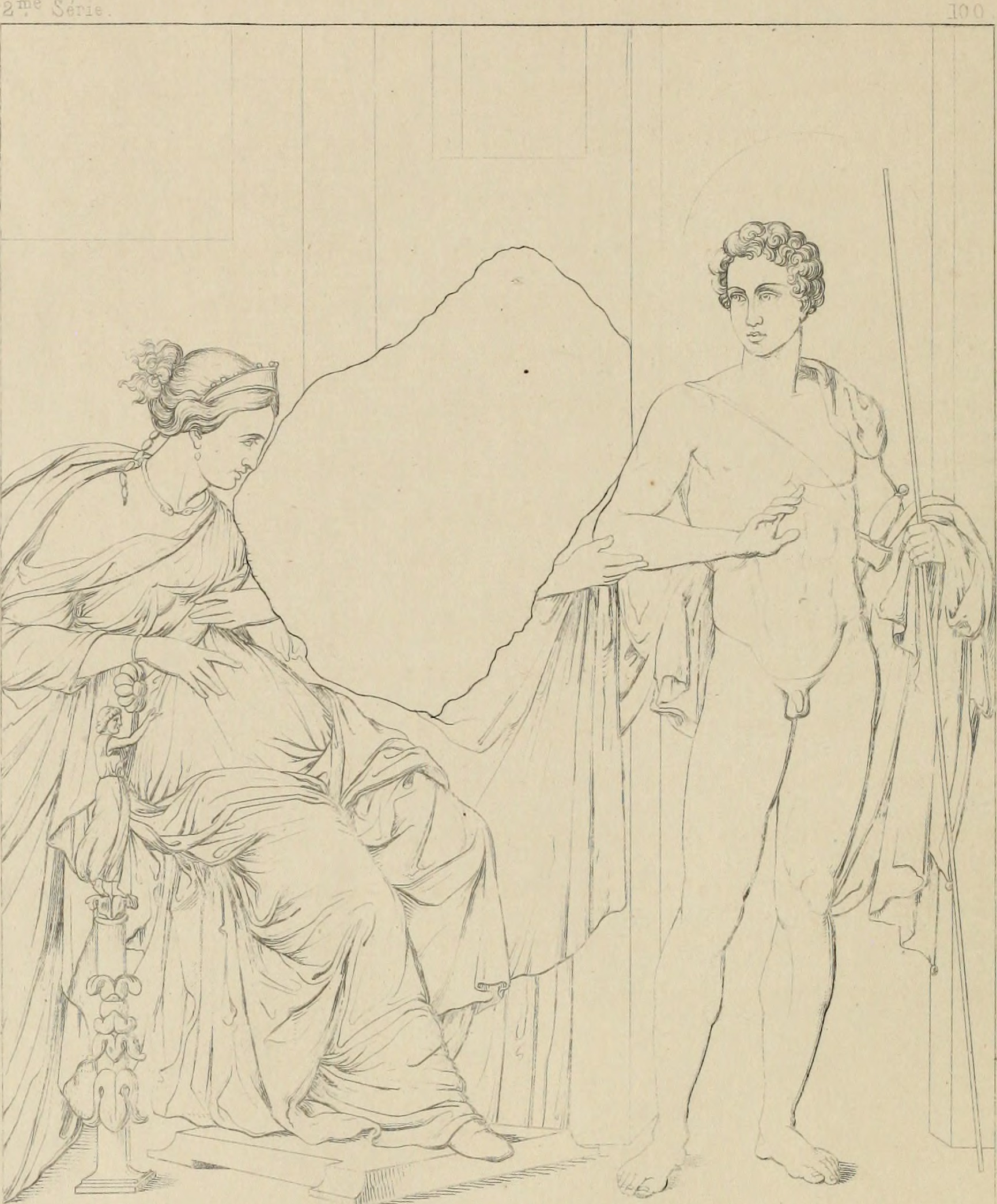
Iásón a Hypsipylé, kresba Henriho Rouxe Ainého podle pompejské nástěnné malby

(1. obraz – Odlehlé místo mezi městem a přístavem) Learchos se dvěma druhy se chystají svolat zbytek pirátské posádky a potají opustit ostrov. Když však uvidí Thoanta, posílá své druhy pryč a padá králi k nohám. Předstírá lítost nad svými činy a prosí ho o odpuštění. Když ho obdrží, zdržuje ještě krále na místě, dokud se piráti nevrátí všichni. Pak nařizuje Thoanta odzbrojit, spoutat a odvést na pirátskou loď. Thoás ho kárá za proradnost a uchovává si svou důstojnost (árie Guardami prima in volto).
O něco později přibíhá Rhodopé; zahlédla prý Thoanta odváděného v poutech a přesvědčuje Learcha, aby ho osvobodil. Learchos jí přiznává, že to on dal krále zajmout, a vysvětluje proč: aby získal Hypsipylé. Pověřuje zhrzenou Rhodopé, aby princezně sdělila jeho podmínky (árie Dille che in me paventi).
Hypsipylé přináší zprávu, že Iásónovi Argonauti povstalé Lémňanky zpacifikovali, ale Rhodopé ji zpravuje o neštěstí, jež potkalo jejího otce. Hypsipylé žádá Iásóna, aby vyrazil Thoantovi na pomoc, a ten ihned odkvačí se svými vojáky poté, co se snaží Hypsipylé uklidnit (árie Care luci che regnate). Když odejdou, narazí Rhodopé na Eurynomé. Ta hledá svého syna. Rhodopé vypráví, co nového Learchos spáchal, a lituje toho, že ho osvobodila a vůbec že ho kdy milovala (árie Odia la pastorella). Ale Eurynomé svého syna miluje bez ohledu na jeho vlastnosti či činy (árie É maggiore).

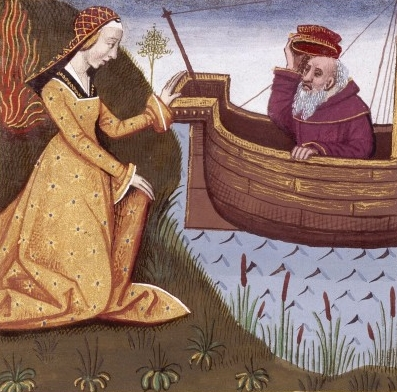
Hypsipylé zachraňuje svého otce Thoanta na lodi. Miniatura z rukopisu De mulieribus claris od Boccaccia, 15. či 16. století.

(2. obraz – Mořský břeh s Learchovou lodí) Iásón dává Argonautům pokyny k dobytí pirátské lodě; Hypsipylé a Rhodopé to sledují. Learchos však vyvede na palubu spoutaného Thoanta a diktuje své podmínky: nechť za ním Hypsipylé přijde a vezme si ho za muže; slibuje jí lásku a jejímu otci svobodu. Thoás váhající dceru zapřísahá, aby raději zachovala jeho čest než jeho život a nevydávala se sprostému pirátovi, ale Learchos ani Hypsipylé jeho výzev nedbají. Hypsipylé se snaží Learcha odradit popisem toho, jakou manželkou mu bude, ale ten trvá na svém. Princezna se tedy podvoluje a loučí s Iásónem (árie Eccomi non ferir).
Iásón je na rozpacích, ale naštěstí pro něj se objeví Eurynomé hledající svého syna. Iásón se jí zmocní a hrozí ji zabít, pokud za ni Learchos nevymění Thoanta. Eurynomé je ostatně vinna lecčím a nejvíce tím, že je Learchovou matkou. Learchovi je jasné, že jeho i matčin osud by byl po takové výměně zpečetěn, a proto odmítá. Když se však Iásón hotoví k zabití Eurynomé, Learchos to nevydrží a spáchá sebevraždu: probodne se a pak se vrhne do moře. Eurynomé omdlévá. Iásón posílá své vojáky osvobodit Thoanta. Zatímco Argonauti pobíjejí ostatní piráty, Thoás, Hypsipylé, Iásón, Rhodopé a ostatní se radují ze šťastného konce a odměněné ctnosti (sbor É folia d'una alma stolta).